# خشم القربه
خشم القربه (به عربی: خشم القربة) یک منطقهٔ مسکونی در سودان است.